# Andrzej Bogusławski
Pour les articles homonymes, voir Bogusławski.
 (octobre 2021).
Andrzej Bogusławski, né le 1er décembre 1931 à Varsovie, est un philologue, sémanticien, sémiologue et philosophe de la langue polonais de renom international. À l'origine spécialiste de la langue russe, il s'est ensuite intéressé à l'épistémologie de la langue et de la linguistique.
Il est professeur émérite à l'Université de Varsovie.

## Biographie
Andrzej Stanisław Boguslawski fait des études de slavistique à l'Université de Varsovie. Il obtient un doctorat en sciences humaines en 1960 avec une thèse intitulée « Préfixation du verbe en polonais contemporain » (Ossolineum, Wrocław 1963). Sa monographie d'habilitation est consacrée à l'histoire, à la signification et à la morphologie du chiffre en russe : « Concept sémantique du chiffre et sa morphologie en russe » (Ossolineum, Wrocław 1966). Il est nommé professeur titulaire en 1977.
Pendant la loi martiale en Pologne, il est interné pour avoir refusé de signer un serment de loyauté, ce qui conduit à des protestations internationales.
Il est docteur honoris causa de l'Université Carl von Ossietzky d'Oldenbourg et de l'Université Nicolas-Copernic de Toruń.
Il est membre de l'Académie polonaise des arts et sciences.

## Œuvres choisies
Dans ses travaux et publications scientifiques, Andrzej Bogusławski traite d'un large éventail de questions : lexicographie et étymologie, grammaire, sémantique linguistique, sémiotique logique, logique formelle, aux relations entre les sciences du langage et la philosophie et la théologie.

### Livres personnels
- Dwa studia z teorii fleksji (i inne przyczynki). Varsovie, Bel Studio, 2010  (ISBN 978-83-61208-46-4).
- A study in the linguistics-philosophy interface. Varsovie, BEL Studio, 2007  (ISBN 978-83-89968-80-7). http://bc.klf.uw.edu.pl/36/.
- Fleksja rosyjska, Varsovie, 2005.
- Aspekt i negacja, Varsovie, 2003, 2004.
- Science as Linguistic Activity, Linguistics as Scientific Activity, Varsovie, 1998.
- Sprawy słowa = Word matters, Varsovie, 1994.
- Two Essays on Inflection, Varsovie, 1992.
- Język w słowniku : desiderata semantyczne do wielkiego słownika polszczyzny, Wrocław, 1988.
- Ilustrowany słownik rosyjsko-polski, polsko-rosyjski, t. 1-2, Varsovie, 1978, 1983, 1986, 1993.
- Problems of the Thematic-Rhematic Structure of Sentences, Varsovie, 1977.
- Semantyczne pojęcie liczebnika i jego morfologia w języku rosyjskim, Wrocław, 1966.

### Articles
dans des revues
- « Rezygnacja i nadzieja filozofów », „Przegląd Humanistyczny” 2004 Nr 383, p. 1-26.
- « A note on Apresjan`s concept of "Polish school of semantics" with an appendix », „Lingua Posnaniensis” 2003 Tome XLV, p. 7-18.
- « Jeszcze o wiedzy i wszechwiedzy », „Przegląd Humanistyczny” 2002 Tome 3, p. 67-73.
- « Reflections on Wierzbicka`s explications », „Lingua Posnaniensis” 2001 Tome XLIII, p. 47-88.
- « On the necessity of necessity », „Lingua Posnaniensis” 2001 Tome XLIII, p. 39-45.

chapitres et articles dans des ouvrages collectifs
- « O pozytywnej stronie granic poznania », dans U progu trzeciego tysiąclecia. Człowiek - Nauka - Wiara, Varsovie 2000, p. 209-245.
- « Człowiek współczesny: rozum i wiara », dans U progu trzeciego tysiąclecia. Człowiek - Nauka - Wiara, Varsovie 2000, p. 524-536.

## Distinctions
- Officier de l'ordre Polonia Restituta